# Anjelika Krylova
Anjelika Alexeevna Krylova (em russo:  Анжелика Алексеевна Крылова; Moscou, RSFS da Rússia, 4 de julho de 1973) é uma ex-patinadora artística russa, que competiu em provas na dança no gelo. Ela conquistou uma medalha de prata olímpica em 1998 ao lado de Oleg Ovsyannikov, e cinco medalhas em campeonatos mundiais, sendo uma de bronze com Vladimir Fedorov, e duas de ouro e duas de prata com Oleg Ovsyannikov.

## Principais resultados

### Com Oleg Ovsyannikov
| Resultados                                                             | Resultados        | Resultados       | Resultados       | Resultados       | Resultados      | Resultados    | Resultados    | Resultados    | Resultados    | Resultados    | Resultados    | Resultados    |
| Internacional                                                          | Internacional     | Internacional    | Internacional    | Internacional    | Internacional   | Internacional | Internacional | Internacional | Internacional | Internacional | Internacional | Internacional |
| Evento/Temporada                                                       | 1994– 1995        | 1995– 1996       | 1996– 1997       | 1997– 1998       | 1998– 1999      |               |               |               |               |               |               |               |
| ---------------------------------------------------------------------- | ----------------- | ---------------- | ---------------- | ---------------- | --------------- | ------------- | ------------- | ------------- | ------------- | ------------- | ------------- | ------------- |
| Jogos Olímpicos                                                        |                   |                  |                  | Medalha de prata |                 |               |               |               |               |               |               |               |
| Campeonato Mundial                                                     | 5.ª               | Medalha de prata | Medalha de prata | Medalha de ouro  | Medalha de ouro |               |               |               |               |               |               |               |
| Campeonato Europeu                                                     | Medalha de bronze | Medalha de prata | Medalha de prata | Medalha de prata | Medalha de ouro |               |               |               |               |               |               |               |
| GP Grand Prix Final                                                    |                   | Medalha de prata | Medalha de prata |                  | Medalha de ouro |               |               |               |               |               |               |               |
| GP Cup of Russia                                                       |                   |                  | Medalha de ouro  | Medalha de ouro  | Medalha de ouro |               |               |               |               |               |               |               |
| GP Nations Cup                                                         |                   | Medalha de ouro  | Medalha de ouro  | Medalha de ouro  | Medalha de ouro |               |               |               |               |               |               |               |
| GP Skate America                                                       |                   | Medalha de prata | Medalha de ouro  |                  |                 |               |               |               |               |               |               |               |
| Jogos da Boa Vontade                                                   |                   |                  |                  |                  | Medalha de ouro |               |               |               |               |               |               |               |
| Nacional                                                               |                   |                  |                  |                  |                 |               |               |               |               |               |               |               |
| Campeonato Russo                                                       | Medalha de ouro   | Medalha de prata |                  | Medalha de ouro  | Medalha de ouro |               |               |               |               |               |               |               |
|                                                                        |                   |                  |                  |                  |                 |               |               |               |               |               |               |               |
| Legenda: GP = Grand Prix; Competição não foi disputada nesta temporada |                   |                  |                  |                  |                 |               |               |               |               |               |               |               |

### Com Vladimir Fedorov
| Resultados                                                            | Resultados       | Resultados        | Resultados      | Resultados    | Resultados    | Resultados    | Resultados    | Resultados    | Resultados    | Resultados    | Resultados    | Resultados    |
| Internacional                                                         | Internacional    | Internacional     | Internacional   | Internacional | Internacional | Internacional | Internacional | Internacional | Internacional | Internacional | Internacional | Internacional |
| Evento/Temporada                                                      | 1991– 1992       | 1992– 1993        | 1993– 1994      |               |               |               |               |               |               |               |               |               |
| --------------------------------------------------------------------- | ---------------- | ----------------- | --------------- | ------------- | ------------- | ------------- | ------------- | ------------- | ------------- | ------------- | ------------- | ------------- |
| Jogos Olímpicos                                                       |                  |                   | 6.ª             |               |               |               |               |               |               |               |               |               |
| Campeonato Mundial                                                    |                  | Medalha de bronze | WD              |               |               |               |               |               |               |               |               |               |
| Campeonato Europeu                                                    |                  | 4.ª               | 6.ª             |               |               |               |               |               |               |               |               |               |
| Grand Prix International de Paris                                     | Medalha de ouro  |                   |                 |               |               |               |               |               |               |               |               |               |
| Nations Cup                                                           |                  | Medalha de ouro   |                 |               |               |               |               |               |               |               |               |               |
| NHK Trophy                                                            |                  | Medalha de prata  |                 |               |               |               |               |               |               |               |               |               |
| Nacional                                                              |                  |                   |                 |               |               |               |               |               |               |               |               |               |
| Campeonato Russo                                                      |                  | Medalha de bronze | Medalha de ouro |               |               |               |               |               |               |               |               |               |
| Campeonato Soviético                                                  | Medalha de prata |                   |                 |               |               |               |               |               |               |               |               |               |
|                                                                       |                  |                   |                 |               |               |               |               |               |               |               |               |               |
| Legenda: WD = Abandonou; Competição não foi disputada nesta temporada |                  |                   |                 |               |               |               |               |               |               |               |               |               |

### Com Vladimir Leliukh
| Grand Prix International de Paris | Medalha de ouro | Medalha de bronze |
| Skate Eletric                     | Medalha de ouro |                   |